# 彼得·葉慈
彼得·葉慈（英語：Peter Yates，1929年7月24日—2011年1月9日）是一名英國電影導演與製作人。
出生於英國漢普郡奥尔德肖特，少年時就讀於卡爾特豪斯公學，並由皇家戲劇藝術學院畢業；隨後幾年曾擔任演員、導演以及舞台監督等職務。
在50年代開始進入電影工業，最初為配音助理（dubbing assistant）後來則擔任托尼·理查德森的副導演。

## 作品列表
- 《热情暑假（英语：Summer Holiday (1963 film)）》（1963）
- 《單向擺（英语：One Way Pendulum (film)）》（1964）
- 《搶劫（英语：Robbery (1967 film)）》（1967）
- 《警網鐵金剛》（1968）[1]
- 《約翰與瑪麗（英语：John and Mary (film)）》（1969）
- 《墨菲的戰爭》（1971）
- 《神偷盜寶（英语：The Hot Rock (film)）》（1972）
- 《線人（英语：The Friends of Eddie Coyle）》（1973）
- 《嬌妻擺烏龍（英语：For Pete's Sake (film)）》（1974）
- 《三個臭皮匠（英语：Mother, Jugs & Speed）》（1976）
- 《深深深》（1977）
- 《告別昨日》（1979）
- 《目擊者（英语：Eyewitness (1981 film)）》（1981）
- 《電光飛鏢俠（英语：Krull (film)）》（1983）
- 《化妝師（英语：The Dresser (1983 film)）》（1983）
- 《追凶30年（英语：Eleni (film)）》（1985）
- 《嫌疑犯（英语：Suspect (1987 film)）》（1987）
- 《卡羅爾街的房子（英语：The House on Carroll Street）》（1988）
- 《黑獄滴血（英语：An Innocent Man (film)）》（1989）
- 《彗星來的那一年（英语：Year of the Comet）》（1992）
- 《同居大作戰（英语：Roommates (1995 film)）》（1995）
- 《國家的奔跑（英语：The Run of the Country）》（1995）
- 《謝幕（英语：Curtain Call (1998 film)）》（1998）
- 《唐吉訶德（英语：Don Quixote (2000 film)）》（2000；電視電影）